# Mario Vicini
Mario Vicini (Martorano di Cesena, 21 februari 1913 - Martorano di Cesena, 6 december 1995) was een Italiaans wielrenner.

## Belangrijkste overwinningen
1935
- Giro delle Province Romagnole
- Gran Premio di Camaiore

1936
- Giro delle Quattro Province

1938
- 2e etappe Ronde van Italië
- Ronde van Toscane

1939
- Ronde van Lazio
- Italiaans kampioenschap op de weg, Elite

1940
- Coppa Marin
- 15e etappe Ronde van Italië
- 16e etappe Ronde van Italië

1953
- Coppa Signorini

## Resultaten in voornaamste wedstrijden
| Jaar | Ronde van Italië | Ronde van Frankrijk | Ronde van Spanje |
| ---- | ---------------- | ------------------- | ---------------- |
| 1936 | 17e              |                     |                  |
| 1937 | opgave           | ↑                   |                  |
| 1938 | opgave (1)       | 6e                  |                  |
| 1939 | ↑                |                     |                  |
| 1940 | 4e (2)           |                     |                  |
| 1942 |                  |                     |                  |
| 1943 |                  |                     |                  |
| 1946 | opgave           |                     |                  |
| 1947 | 7e               |                     |                  |
| 1948 | opgave           |                     |                  |
| 1949 | opgave           |                     |                  |
| 1950 | 18e              |                     |                  |
| 1952 |                  |                     |                  |

| Jaar | Milaan-San Remo | Ronde van Lombardije |
| ---- | --------------- | -------------------- |
| 1936 | 47e             |                      |
| 1937 | 22e             |                      |
| 1938 |                 | 7e                   |
| 1939 | 5e              |                      |
| 1940 | 10e             |                      |
| 1942 | 16e             | 35e                  |
| 1943 | 17e             |                      |
| 1946 |                 |                      |
| 1947 |                 |                      |
| 1948 | 10e             |                      |
| 1949 |                 |                      |
| 1950 | 9e              |                      |
| 1952 | 37e             |                      |